# Ola Rapace
Pour les articles homonymes, voir Rapace (homonymie) et Norell.
Pour l’article ayant un titre homophone, voir RAPAS.
Ola Rapace, né Pär Ola Norell le 3 décembre 1971 à Tyresö (Suède), est un acteur suédois.

## Biographie
Ola Rapace a été l'époux de l'actrice Noomi Rapace de 2001 à 2010.
Dans Skyfall, Ola Rapace interprète le rôle de Patrice, un adversaire de James Bond.
Il a vécu une partie de sa vie en France pour suivre des études de philosophie, à Montpellier, et parle couramment français.
En 2015 il déménage à Paris (France) et a depuis travaillé sur des projets suédois, français et internationaux. En 2016, il tient le premier rôle, très physique, dans le film français de science-fiction Arès (produit par la Gaumont), suivi ensuite de la série télévisée Section Zéro, sur une police para-militaire dans un futur proche.
Rapace a ensuite joué en 2017 le major Gibson dans la super-production de science fiction de Luc Besson Valérian et la Cité des mille planètes.
En 2018, Rapace joue Jarl Sigurd Bloodhair dans la saison 3 de la série The Last Kingdom produite par Netflix et la BBC.

## Filmographie

### Cinéma

#### Longs métrages
- 2000 : Together de Lukas Moodysson : Lasse
- 2001 : Syndare i sommarsol de Daniel Alfredson : Fredrik
- 2002 : Hus i helvete de Susan Taslimi : Pontus
- 2004 : Rancid de Jack Ersgard : Bob
- 2006 : Desmond et la Créature du marais (Desmond & träskpatraskfällan) de Magnus Carlsson : Elake Wille (voix)
- 2006 : Tusenbröder - Återkomsten d'Erik Leijonborg : Hoffa
- 2007 : Allt om min buske de Martina Bigert : Nils
- 2010 : Svinalängorna de Pernilla August : Johan
- 2011 : Jag saknar dig d'Anders Grönros : George
- 2012 : Skyfall de Sam Mendes : Patrice
- 2013 : Jeg er din d'Iram Haq : Jesper
- 2013 : Mördaren ljuger inte ensam de Birger Larsen : Christer
- 2014 : Steppeulven d'Ole Christian Madsen : Vincent
- 2014 : Tommy de Tarik Saleh : Bobby
- 2015 : Lang historie kort de May el-Toukhy : Sebastian
- 2015 : Glada hälsningar från Missångerträsk de Lise Siwe : Jocke
- 2016 : Arès de Jean-Patrick Benes : Arès
- 2016 : Carole Matthieu de Louis-Julien Petit : Revel
- 2017 : Valérian et la Cité des mille planètes de Luc Besson : major Gibson
- 2021 : Vitt skräp de Tobias Nordquist : Sami
- 2021 : T-Minus 75 : The Last Story to be told de Mikeadelica : Alex

##### Courts métrages
- 2003 : Flamingo de Nanna Marjo : Hollywoodman
- 2004 : Desmonds trashade äppelträd de Magnus Carlsson : Wille (voix)
- 2005 : Det luktar Urban d'Ylva Gustavsson : Le fils
- 2005 : Toleransens gränser d'Ann Holmgren : Le père
- 2007 : Dark Floors de Martin Kjellberg et Nils Wåhlin : Dan
- 2007 : El Nopal d'Henry Moore Selder : Love
- 2009 : Spel d'Amanda Kernell : Pappa
- 2012 : Geister, die ich rief de Lena Knauss : Elis
- 2020 : Divertimento de Keyvan Sheikhalishahi : Gustav

### Télévision

#### Séries télévisées
- 1999 - 2001 : Sjätte dagen : Victor Edgren
- 2002 : Pappa polis : Jim Pettersson
- 2002 - 2007 : Tusenbröder : Hoffa
- 2005 : Kommissionen : Timo Pekkanen
- 2005 - 2006 : Wallander : Enquêtes criminelles (Wallander) : Stefan Lindman
- 2007 - 2008 : Anna Pihl : Daniel Nordström / Daniel
- 2008 : Der Kommissar und das Meer : Ulf Torstensson
- 2009 : Livet i Fagervik : Christer
- 2010 : Solsidan (sv) : Ola Rapace
- 2011 : Anno 1790 : Anders Engström
- 2011 : Stockholm-Båstad : Danne
- 2012 : Fantástico : lui-même
- 2016 : Section zéro : Sirius Becker
- 2017 : Farang : Rickard
- 2017 : Hassel : Roland Hassel
- 2018 : The Last Kingdom : Sigurd
- 2019 : Below the Surface (Gidseltagningen) : Yusuf

#### Téléfilms
- 2003 : Number One : narrateur
- 2008 : Selma : Alexis Sluys
- 2012 : Odjuret : Fredrik Stefansson
- 2013 : Farliga drömmar : Christer
- 2013 : Inte flera mord : Christer
- 2013 : Kung Liljekonvalje av dungen : Christer
- 2013 : Rosor kyssar och döden : Christer
- 2013 : Tragedi på en lantkyrkogård : Christer

### Producteur

#### Cinéma
- 2021 : Vitt skräp de Tobias Nordquist
- 2017 : Hassel (série télévisée)